# Loek Elfferich

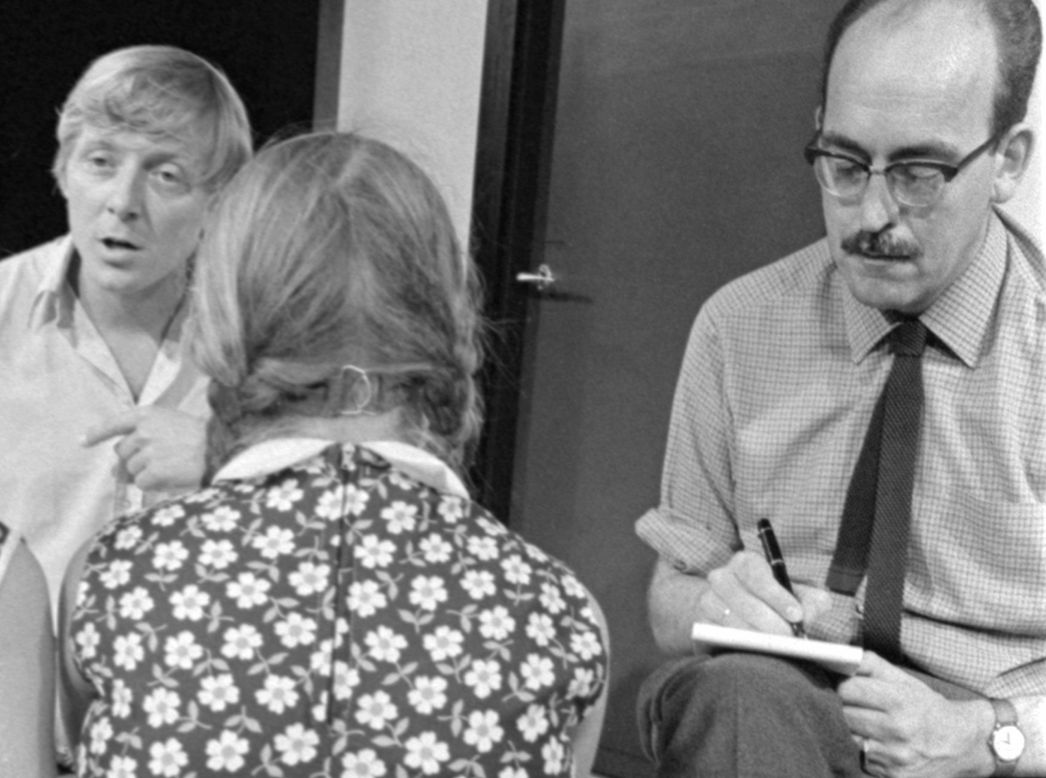
Loek Elfferich bij interview van z'n jonge dochters met acteur Aart Staartjes, 1968.

Ludo Johan (Loek) Elfferich (Rotterdam, 14 mei 1932 – aldaar, 2 december 1992) was een Nederlandse onderzoeksjournalist en ambtenaar van de gemeente Rotterdam. Hij onderzocht de toedracht van het Bombardement op Rotterdam en bestreed de visie van onder meer Lou de Jong dat de Duitsers het bombardement op het laatste moment hadden proberen af te wenden.

## Biografie
Elfferich werd geboren als zoon van de gemeenteambtenaar Johannes Elfferich en Georgina Verbon. Hij groeide op in een hervormd gezin en maakte op zijn achtste verjaardag het bombardement mee. Na de christelijke lagere school ging hij in 1944 naar de Christelijke hbs.
In 1950 trad Elfferich als verslaggever in dienst bij het Rotterdams Parool. In 1960 stapte hij over naar de Haagsche Courant en in 1966 naar Hervormd Nederland. In 1968 keerde hij terug naar de Haagsche Courant. In 1972 werd hij bestuursmedewerker van het Rotterdamse college van burgemeester en wethouders, met als speciale werkveld het onderwijs en later stadsvernieuwing. Na een reorganisatie  werkte hij bij het Rotterdams gemeentearchief.
Elfferich was onder meer betrokken bij de voorlichting over het bombardement van 1940 en bij de herdenking, in 1980, van het bombardement. Hij deed zelf onderzoek en publiceerde in 1983 samen met zijn vrouw het boek Eindelijk de waarheid nabij.
In de periode hierna publiceerde Elfferich een reeks artikelen in Het Vrije Volk waarin hij nieuwe feiten over het bombardement presenteerde. Dit leidde tot zijn boek Rotterdam werd verraden (1990). Aan de hand van ongeveer vierhonderd interviews en uitgebreid onderzoek van documenten kwam Elfferich onder meer tot de volgende conclusies:
- Een groep van Duitsgezinde Rotterdammers bereidde de inval van de Duitsers voor en beschikte daartoe over wapens.
- De lichtkogels die door de Duitsers voorafgaand aan het bombardement werden afgevuurd, waren niet bedoeld om het bombardement af te wenden. Een Duits document toont aan dat deze alleen waren bedoeld om de positie van de Duitse grondtroepen aan de luchtvloot duidelijk te maken.
- Er was direct na het bombardement geen gebrek aan bluswater en de daaropvolgende branden zijn niet veroorzaakt door een getroffen olietank.
- Uit getuigenissen en een analyse van bominslagen blijkt dat er op 14 mei 1940 ook brandbommen zijn afgeworpen. De Duitse rijksmaarschalk Hermann Göring loog toen hij tijdens het Proces van Neurenberg zei dat dit niet het geval was.

Op grond van zijn bevindingen concludeerde Elfferich dat het bombardement op Rotterdam moest worden gezien als een terreurbombardement en in geen geval als onbedoeld. Zijn conclusies werden gestaafd door de jurist Manuel Kneepkens, die in zijn boek In het rijk van de demonen (1993) op volkenrechtelijke basis vaststelde dat het bombardement een oorlogsmisdaad was. Kneepkens refereerde daarbij aan de conclusies van het Duitse Militärgeschichtliches Forschungsamt, dat het hier inderdaad om een terreurbombardement ging. Elfferichs opvatting dat Rotterdam verraden was door een vijfde collonne van Duitse burgers in Rotterdam werd door de historicus Ruud van Herk tegengesproken.

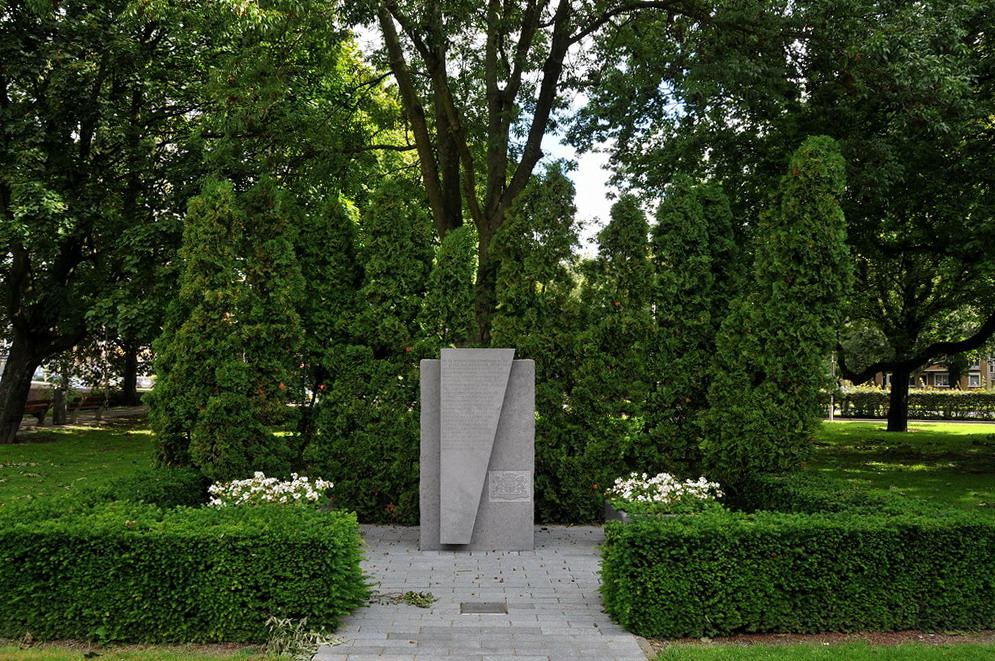
Het monument aan de Statenweg.

Tevens is Elfferich de auteur van de tekst op het monument aan de Statenweg, ontworpen door L.H. Timmerman-Papenhuijzen en onthuld op 4 mei 1988, voor het huis waar de Rotterdamse bevelhebber P.W. Scharroo zijn commandopost had ingericht en waar op de namiddag van 14 mei 1940 de onderhandelingen plaatsvonden over de details van de overgave van de stad.
Elfferich overleed op 60-jarige leeftijd tijdens het roken van een sigaar aan een hartaanval, waarna in zijn woning een brandje uitbrak.